# Sagan om verkligheten
Sagan om verkligheten är den svenske proggartisten Ragnar Borgedahls andra och sista studioalbum, utgivet på LP 1976.

## Låtlista
Sida A
1. "Sagan om verkligheten" - 4:02
2. "Tids nog" - 5:22
3. "Louise" - 9:53

Sida B
1. "Mariana" - 7:23
2. "En udda bricka" - 3:32
3. "Korten på bordet" - 3:56
4. "Tango i lodenrock" - 5:18

## Medverkande musiker
- Arne Arvidsson - gitarrsolo
- Hape Anttila - elgitarr
- Ragnar Borgedahl - akustisk gitarr, sång
- Thommie Fransson - elgitarr, akustisk gitarr, ölflaskor, munspel
- Tord Jonsson - orgel
- Robert Liljegren - bas
- Jonas Lindgren - fiol
- Ove Wretman - trummor

### Fotnoter
1. ↑  ”Ragnar Borgedahl”. Progg.se. Arkiverad från originalet den 23 augusti 2010. https://web.archive.org/web/20100823124204/http://www.progg.se/band.asp?ID=35. Läst 15 juni 2012.